# Pieśń bez słów
Pieśń bez słów (niem. Lied ohne Worte) – typ liryki instrumentalnej, której twórcą jest Felix Mendelssohn-Bartholdy. 
Utwór ten jest ściśle powiązany z pieśnią poprzez swój układ: wyrazistą linię melodyczną z akompaniamentem. Budowa zazwyczaj ABA. Wśród 48 pieśni Mendelssohna, zebranych w ośmiu cyklach po 6 sztuk, znajdują się utwory o różnorodnym charakterze. Niektóre z nich kompozytor opatrzył dodatkowymi tytułami, np. Pieśń gondolierów weneckich (op. 19 nr 6, op. 30 nr 8, op. 62 nr 5).